# José Ribeiro de Sá Carvalho
José Ribeiro de Sá Carvalho (Araxá, 1888 – Três Lagoas, 1967) foi um jornalista, historiador, memorialista e farmacêutico brasileiro.
Tendo migrado para a cidade de Três Lagoas, foi um pesquisador da história local, tendo sido membro do Instituto Histórico e Geográfico de São Paulo. Assim, em 1929, fez um resumo comemorativo do primeiro centenário da entrada colonizadora dos mineiros da família Garcia Leal no leste sul-matogrossense.
Já no ano de 1943, realizaria entrevistas com um dos fundadores de Três Lagoas, Protásio Garcia Leal. Entrevistas de igual importância para a compreensão da história local somente seriam realizadas novamente em 2000, com Hugo José Fernandes, Pedro José Fernandes e Teresinha Rocha.
É o patrono da cadeira de número 5 da Academia Sul-Matogrossense de Letras.

## Obras
- Como era lindo o meu sertão, memórias;
- Reminiscências dos sertões dos Garcias, memórias.